# Ciclopentanocarbonitrilo
El ciclopentanocarbonitrilo, llamado también ciclopentilcianuro y cianociclopentano, es un nitrilo cuya fórmula molecular es C6H9N.
En este compuesto, un único grupo nitrilo (−C≡N) se halla unido a uno de los carbonos del ciclopentano.

## Propiedades físicas y químicas
A temperatura ambiente, el ciclopentanocarbonitrilo es un líquido incoloro —o de coloración ligeramente amarilla— con una densidad inferior a la del agua (ρ = 0,912 g/cm³).
Tiene su punto de ebullición a 67,5 °C y su punto de fusión a -76 °C.
Su solubilidad en agua es de 3 g/L; el valor del logaritmo de su coeficiente de reparto, logP = 1,32, indica que es más soluble en disolventes apolares —como el 1-octanol— que en disolventes polares.
En cuanto a su reactividad, este nitrilo es incompatible con agentes oxidantes.

## Síntesis y usos
El ciclopentanocarbonitrilo se puede sintetizar por la transformación del correspondiente aldehído —ciclopentanocarbaldehído— a nitrilo usando como reactivo anhídrido polifosfónico (T3P), siendo el rendimiento del proceso cercano al 96%.
Otra forma de obtener este nitrilo es tratando N,N-dimetilcarbamoditioato de 1-cianociclopentilo con cloroacetonitrilo; el proceso implica la mono- y dialquilación a través del ion carbanión —estabilizado con azufre— y la posterior sulfuración homolítica usando hidruro de tributilestaño.
Igualmente, la reacción entre clorociclopentano y cianuro sódico en presencia de una sal de fosfaceno y un óxido de fosfano, permite sintetizar ciclopentanocarbonitrilo.
Se ha estudiado este nitrilo en relación con las especies vegetales Passiflora morifolia y Turnera angustifolia, que son capaces de biosintetizar el ciclopentanocarbonitrilo —compuesto no presente en la naturaleza— en glucósidos de cinahidrina. Dichos estudios demuestran la poca especificidad, en cuanto al sustrato utilizado, de las enzimas nitrilo hidroxilasas de estas plantas.
En cuanto a sus usos, se ha propuesto la utilización de este nitrilo en electrolitos no acuosos que forman parte de baterías secundarias de litio, empleadas en dispositivos electrónicos portátiles, teléfonos móviles y fuentes de energía en automóviles.
También se usa como intermediario para la elaboración de composiciones que inhiben la replicación del virus de la gripe, que luego pueden ser administradas a pacientes aquejados de esta dolencia.

## Precauciones
Este compuesto es un producto inflamable —tanto el líquido como su vapor— cuyo punto de inflamabilidad es 56 °C. Al arder puede emitir gases nocivos tales como óxidos de nitrógeno, monóxido de carbono y cianuro de hidrógeno.
Es un producto tóxico si se ingiero o inhala. Su contacto produce irritación en piel y ojos.